# 118 př. n. l.

## Události
- Vznik římské kolonie Narbo Martius.
- Po smrti numidského krále Micipsy došlo v Numidie k nepokojům poté, co království odkázal svým dvěma synům Adherbalovi a Hiempsalovi a synovci Jugurthovi.

## Hlavy států
- Parthská říše – Mithradatés II. (124/123 – 88/87 př. n. l.)
- Egypt – Ptolemaios VIII. Euergetés II. (144 – 116 př. n. l.)
- Numidie – Micipsa, synové Adherbal a Hiempsal a synovec Jugurtha
- Čína – Wu-ti (dynastie Západní Chan)